# На своји земљи
На своји земљи је југословенски филм, снимљен 1948. године у режији Франца Штиглица. То је први словенски дугометражни филм. Сценарио је написао Кирил Космач, заснован на истоименом роману. Филм је приказан на Филмском фестивалу у Кану 1949.

## Радња
Радња филма се догађа на словеначкој обали, у последње две године Другог светско рата. Мештани типичног приморском места су прво били под италијанском окупацијом, а касније, после капитулације Италије, и под немачком. Била је то прилика да се напокон ослободе туђе владавине. Све време рата мештани су помагали партизане.

## Улоге
| Глумац           | Улога      |
| ---------------- | ---------- |
| Лојзе Потокар    | Сова       |
| Франц Пресетник  | Стане      |
| Милева Закрајшек | Ангелца    |
| Стефка Дролц     | Тилдица    |
| Миро Копац       | Оцка Орел  |
| Августа Данилова | Обрекарица |
| Мајда Потокар    | Нанцика    |
| Борис Сесек      | Борис      |
| Стане Север      | Дрејц      |
| Ангела Ракар     | Драгарица  |
| Јуре Визјак      | Бичи       |
| Фрањо Кумер      | Кучера     |
| Стане Старешинич | Драгич     |
| Тоне Ерзерн      |            |
| Андреј Курент    | Петер      |

Остале улоге  ▼
| Глумац           | Улога        |
| ---------------- | ------------ |
| Габријел Вајт    | Мој Језус    |
| Јоже Зупан       | Партизан     |
| Иван Грасић      |              |
| Јанез Јерман     |              |
| Јоже Гале        | Партизан     |
| Оскар Кјудер     |              |
| Метка Бучар      | Травникарица |
| Васја Оцвирк     |              |
| Александер Валич |              |
| Иван Белец       |              |
| Иван Фугина      |              |
| Стефан Хледе     |              |
| Милан Јуричев    |              |

Комплетна филмска екипа  ▼
| Редитељ                   | Франце Штиглиц   |                               |
| Сценариста                | Цирил Космач     | (новела)                      |
| Композитор                | Маријан Козина   |                               |
| Директор фотографије      | Иван Маринчек    |                               |
| Монтажер                  | Иван Маринчек    |                               |
| Сценограф                 | Борис Кобе       |                               |
| Сценограф                 | Тоне Млакар      |                               |
| Сценограф                 | Вено Пилон       |                               |
| Костимограф               | Мија Јарч        |                               |
| Одсек за шминку           | Мара Краљ        | шминкерка                     |
| Одсек за звук             | Франц Кхам       | микроман                      |
| Одсек за звук             | Руди Омота       | тонска обрада                 |
| Одсек за камеру и расвету | Иван Белац       | пратилац камере               |
| Одсек за камеру и расвету | Ермино Дел Фабро | фотограф                      |
| Одсек за камеру и расвету | Сречо Павлочич   | пратилац камере               |
| Остала екипа              | Вера Бланчева    | секретар режије               |
| Остала екипа              | Александар Херон | администратор (као Аца Херон) |
| Остала екипа              | Берта Меглич     | волонтер                      |
| Остала екипа              | Чочи Микијели    | војни консултант              |

## Снимање
Филм је снимљен на подручјима села Грахово об Бачи и Коритници.